# Цератопогонидоз

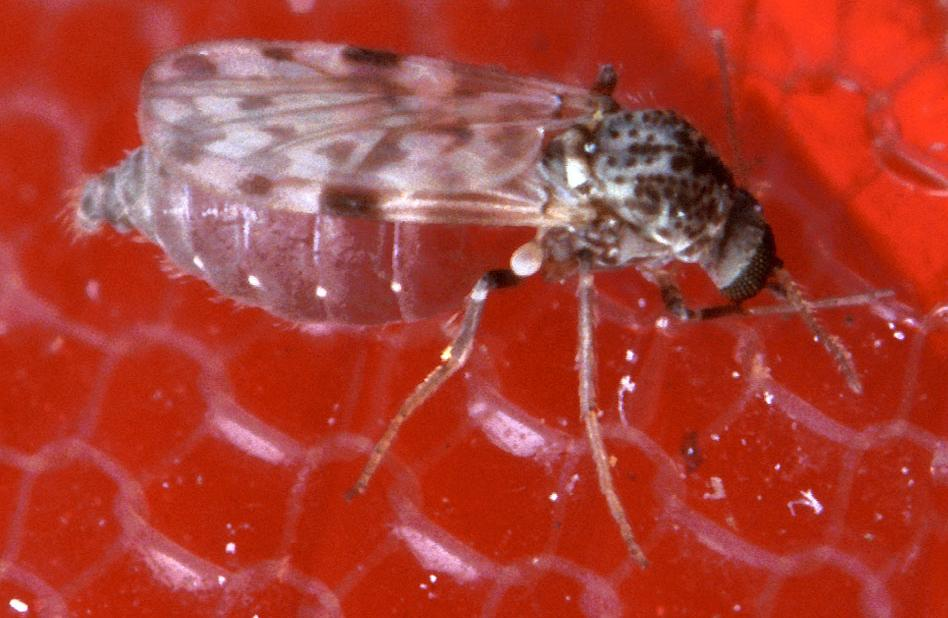
Самка мокреца Culicoides sonorensis

Цератопогонидоз (Ceratopogonidosis) — энтомоз, вызванный укусами мокрецов.
Мокрецы (Ceratopogonidae, отр. Diptera) —временные эктопаразиты — широко распространены, населяют все континенты, кроме Антарктиды. Длина тела от менее 1 мм до 2,5 мм. Кровососущие формы описаны в 5 родах, из которых широко распространены три: Culicoides, Leptoconops, Forcipomia.
Являясь одним из компонентов гнуса, взрослые мокрецы будучи кровососущими насекомыми, кусают человека.
Жилище человека мокрецы посещают редко. В тайге число нападающих на человека мокрецов местами может достигать 10 000 особей за 5 минут.
Укусы мокрецов болезненны, при кровососании они вводят под кожу токсичную слюну, которая вызывает на месте укуса местное воспаление и возникновение длительно зудящих папул. У людей, особенно чувствительных к укусам насекомых, зуд не прекращается до 10 дней. Нередко при нарушении целостности кожных покровов происходит загрязнение и возникают гнойничковые заболевания.
На месте укуса образуется красноватая папула, появляются жжение и зуд.
Излюбленные места укусов — шея и лицо.
Мокрецы являются переносчиками опасных заболеваний: восточного энцефаломиелита лошадей, болезни синего языка овец, арбовирусных инфекций, филяриозов скота и человека: онхоцеркоза, мансонеллёза, акантохейлонематоза.
См. также Трансмиссивные болезни.